# Neptis niasica
Neptis niasica är en fjärilsart som beskrevs av John Nevill Eliot 1969. Neptis niasica ingår i släktet Neptis och familjen praktfjärilar. Inga underarter finns listade i Catalogue of Life.